# Кузоваткина, Антонида Алексеевна
Антонида Алексеевна Кузоваткина (18 июля 1916 — 26 сентября 2005) — передовик советского сельского хозяйства, свинарка совхоза «Константиновский» Чистопольского района Кокчетавской области, Герой Социалистического Труда (1966).

## Биография
Родилась 18 июля 1916 года в селе Матвеевка Кокчетавского уезда Акмолинской области в русской семье. Детство и юность провела в Златоусте, где завершила обучение в школе № 23.
В 1934 году начала трудиться рабочей треста «Уралсибспецстрой». В конце 1930-х годов вернулась в Северо-Казахстанскую область. Стала трудиться на разных участках в местном колхозе «Жизнь». В годы Великой Отечественной войны трудилась в колхозе. По требованию выезжала на работы в Караганду на шахты по добыче угля. После войны вернулась в Матвеевку.
С 1956 года работала свинаркой совхоза «Константиновский». В 1963 году получила по 31,5 поросёнка на каждую закреплённую за ней свиноматку. В 1964 году этот показатель увеличился до 48 поросят.
Особым стал 1965 год, когда ей удалось получить 714 поросят, что составило по 61,8 поросёнка на каждую свиноматку. Более чем в два раза было превышено плановое задание. Ферма почти в два раза перевыполнила план по сдачи мяса государству.
Указом Президиума Верховного Совета СССР от 22 марта 1966 года за получение высоких результатов в сельском хозяйстве и рекордные показатели в животноводстве Антониде Алексеевне Кузоваткиной было присвоено звание Героя Социалистического Труда с вручением ордена Ленина и золотой медали «Серп и Молот».
Продолжала и дальше трудиться в сельском хозяйстве до выхода на заслуженный отдых.
Представляла отрасль в Кокчетавском областном совете депутатов.
Будучи пенсионеркой переехала жить в город Томск. Умерла 26 сентября 2005 года. Похоронена в Томске на кладбище Бактин.

## Награды
За трудовые успехи была удостоена:
- золотая звезда «Серп и Молот» (22.03.1966)
- орден Ленина (22.03.1966)
- другие медали.